# Financement des partis politiques français
Pour un article plus général, voir Financement de la vie politique et électorale en France.
Le financement des partis politiques français est un ensemble de moyens permettant d'assurer les ressources financières nécessaires à l'activité des partis politiques français. Le financement des partis politiques a fait l'objet de nombreux et graves scandales dans l'histoire de la démocratie française,.
Sous la pression de l'opinion publique et de nombreuses associations, l'encadrement par l’État du financement des partis politiques français est renforcé progressivement depuis 30 ans.
Depuis 1988, un financement public des partis est prévu, en fonction des résultats aux élections législatives et du nombre de parlementaires. Depuis 1995, le financement des partis par les entreprises est strictement interdit.  Depuis 2013, la loi sur la transparence de la vie publique, qui fait suite au scandale Cahuzac, limite les dons maximum par personne, et non plus par parti. Depuis 2017, les lois pour la confiance dans la vie politique interdisent le financement de partis politiques par des banques non-européennes et créent le médiateur du crédit.
La Commission nationale des comptes de campagne et financements politiques (CNCCFP) est chargée du contrôle des comptes des partis politiques. L'encadrement du financement des partis est plus important en France que dans d'autres pays, mais, malgré plusieurs évolutions très positives, la vie politique française reste marquée par l'influence de l'argent,.  
Lors de l'élection présidentielle 2017, seulement 800 personnes, soit 0,01 % des électeurs français, contribuent jusqu’à 50 % du financement de certaines campagnes.  Toujours en 2017, certains candidats comme Emmanuel Macron ont levé plus d'argent à Londres, que dans les villes de Lyon, Marseille, Lille, Toulouse et Bordeaux réunies.

## Historique
Les lois du 11 mars 1988 et du 15 janvier 1990 mettent en place le financement public des partis politiques. 
Elles sont progressivement renforcées jusqu’à l’interdiction du financement par les personnalités morales par la loi du 19 janvier 1995. La loi du 6 juin 2000 réduit les financements de partis qui ne respectent pas la parité lorsqu’ils présentent des candidats aux élections. En 2017, les lois pour la confiance dans la vie politique encadrent les prêts aux partis politiques et aux campagnes électorales, et créent le médiateur du crédit aux candidats et aux partis politiques.

## Mandataire financier
Un parti politique ne peut recevoir de financement directement sur ses comptes. L'ensemble des ressources doit être recueilli par un mandataire financier, qui peut être soit une association de financement distincte du parti politique, soit une personne physique. L'association de financement doit être agréée par la Commission nationale des comptes de campagne et des financements politiques. 

## Types de financements

### Financement public
Le montant des crédits inscrits dans le projet de loi de finances de l’année pour être affecté au financement des partis et groupements politiques est divisé en deux fractions égales :
- une première fraction destinée au financement des partis et groupements en fonction de leurs résultats aux élections législatives ;
- une seconde fraction spécifiquement destinée au financement des partis et groupements représentés au Parlement[9].

Au total, il ressort des comptes déposés par les partis en 2021 qu'ils ont perçu 188,3 millions d’euros de recettes. Ils ont bénéficié de l’aide publique pour 66,1 millions liée à leurs résultats électoraux et, pour 19 d’entre eux (dont 7 outre-mer) au rattachement de parlementaires, dont les noms sont publiés sur les sites des assemblées. Pour les 16 principaux partis bénéficiaires de l’aide publique, celle-ci représente 44 % de leurs ressources.
Pour l’année 2024, les aides publiques sont de soixante-six millions d’euros.
En plus de cette aide directe, les partis politiques bénéficient d’un « droit d’antenne » leur permettant de s’exprimer sur les chaînes publiques de radio et de télévision (Expression directe), et d’allègements fiscaux sur certains de leurs revenus propres. 

#### Première fraction (résultats électoraux)
Cette fraction des aides est attribuée :
- soit aux partis et groupements politiques qui ont présenté lors des dernières élections législatives des candidats ayant obtenu chacun au moins 1 % des suffrages exprimés dans au moins cinquante circonscriptions ;
- soit aux partis et groupements politiques qui n’ont présenté des candidats lors des dernières élections législatives que dans une ou plusieurs collectivités territoriales parmi les départements d’outre-mer, collectivités d’outre-mer, Nouvelle-Calédonie et dont les candidats ont obtenu chacun au moins 1 % des suffrages exprimés dans l’ensemble des circonscriptions dans lesquelles ils se sont présentés.

La répartition est effectuée proportionnellement au nombre de suffrages obtenus au premier tour de ces élections par chacun des partis et groupements. Lorsque l’écart entre le nombre de candidats de chaque sexe dépasse 2 % du nombre total de ces candidats, le montant de la première fraction qui lui est attribué est diminué d’un pourcentage égal aux trois quarts de cet écart rapporté au nombre total de ces candidats. Cette diminution n’est pas applicable aux partis et groupements politiques ayant présenté des candidats exclusivement outre-mer lorsque l’écart entre le nombre de candidats de chaque sexe qui s'y sont rattachés n’est pas supérieur à un.
En 2024, cette fraction représente 32 251 989,49 €, détaillée dans le tableau suivant.
| Partis et groupement                 | Nombre de voix prises en compte | Modulation parité | Aide publique  |
| ------------------------------------ | ------------------------------- | ----------------- | -------------- |
| Ensemble                             | 5 787 451                       | -510 901,92 €     | 8 821 573,24 € |
| Rassemblement national               | 4 215 614                       | -0 €              | 6 797 830,85 € |
| La France insoumise                  | 3 269 593                       | -0 €              | 5 272 337,59 € |
| Les Républicains                     | 2 225 935                       | -1 290 620,02 €   | 2 298 781,10 € |
| Europe Écologie Les Verts            | 1 133 409                       | -78 328,43 €      | 1 749 334,80 € |
| Reconquête                           | 943 980                         | -0 €              | 1 522 202,08 € |
| Parti socialiste                     | 850 030                         | -0 €              | 1 370 704,29 € |
| Parti communiste français            | 530 464                         | -0 €              | 855 392,49 €   |
| Régions et peuples solidaires        | 360 177                         | -0 €              | 580 919,52 €   |
| Parti radical de gauche              | 260 226                         | -34 584,39 €      | 385 039,50 €   |
| Union des démocrates et indépendants | 235 347                         | -0 €              | 379 505,60 €   |
| Lutte ouvrière                       | 229 844                         | -0 €              | 370 631,80 €   |
| Parti animaliste                     | 254 927                         | -0 €              | 411 079,06 €   |
| Mouvement écologiste indépendant     | 177 054                         | -39 917,83 €      | 249 981,67 €   |
| Écologie au centre                   | 131 080                         | -11 868,44 €      | 199 502,82 €   |
| Les Patriotes                        | 123 096                         | -€                | 198 496,78 €   |
| Debout la France                     | 123 088                         | -18 296,00 €      | 180 187,88 €   |
| Alliance centriste                   | 99 192                          | -8 672,03 €       | 151 278,68 €   |
| Gauche républicaine et socialiste    | 98 554                          | -15 546,70 €      | 143 375,20 €   |
| Le Mouvement de la ruralité          | 62 895                          | -13 522,73 €      | 87 897,75 €    |

#### Seconde fraction (nombre de parlementaires)
Cette fraction des aides est attribuée aux partis et groupements politiques bénéficiaires de la première fraction proportionnellement au nombre de membres du Parlement qui ont déclaré au bureau de leur assemblée, au cours du mois de novembre, y être inscrits ou s’y rattacher. Chaque membre du Parlement ne peut indiquer qu’un seul parti ou groupement politique.
En 2024, cette fraction représente 34 186 858,85 €, détaillée dans le tableau suivant.
| Partis et groupement                         | Députés | Sénateurs | Aide publique   |
| -------------------------------------------- | ------- | --------- | --------------- |
| Ensemble                                     | 248     | 39        | 10 653 233,98 € |
| Les Républicains                             | 63      | 131       | 7 201 140,74 €  |
| Rassemblement national                       | 88      | 3         | 3 377 854,68 €  |
| Parti socialiste                             | 27      | 62        | 3 303 616,11 €  |
| La France insoumise                          | 72      | 0         | 2 672 588,32 €  |
| Union des démocrates et indépendants         | 5       | 45        | 1 855 964,11 €  |
| Europe Écologie Les Verts                    | 23      | 16        | 1 447 652,00 €  |
| Parti communiste français                    | 17      | 17        | 1 262 055,59 €  |
| Alliance centriste                           | 3       | 13        | 593 908,51 €    |
| Régions et peuples solidaires                | 12      | 1         | 482 550,67 €    |
| Parti radical de gauche                      | 4       | 10        | 519 669,95 €    |
| Gauche républicaine et socialiste            | 0       | 1         | 37 119,28 €     |
| Parti progressiste démocratique guadeloupéen | 2       | 1         | 111 357,85 €    |
| Péyi-A                                       | 3       | 0         | 111 357,85 €    |
| Parti progressiste martiniquais              | 1       | 0         | 37 119,28 €     |
| Pour La Réunion                              | 2       | 1         | 111 357,85 €    |
| Reconquête                                   | 0       | 1         | 37 119,28 €     |
| Rézistan's Égalité 974                       | 2       | 0         | 74 238,56 €     |
| Association Ambition Réunion                 | 1       | 1         | 74 238,56 €     |
| Debout La France                             | 1       | 0         | 37 119,28 €     |
| Parti du mouvement populaire franciscain     | 0       | 2         | 74 238,56 €     |
| Progrès 974                                  | 1       | 0         | 37 119,28 €     |
| Réunion Libre                                | 1       | 0         | 37 119,28 €     |
| Tapura huiraatira                            | 0       | 1         | 37 119,28 €     |

### Financement privé
Les dons privés sont limités à 7 500 € annuels par personne physique de nationalité française ou résidant en France, et les personnes morales à l’exception des partis ne peuvent contribuer au financement des partis. Les dons peuvent donner lieu à une réduction d’impôt.
Les personnes morales, à l’exception des partis ou groupements politiques, ne peuvent contribuer au financement des partis ou groupements politiques, ni en consentant des dons, sous quelque forme que ce soit, à leurs associations de financement ou à leurs mandataires financiers, ni en leur fournissant des biens, services ou autres avantages directs ou indirects à des prix inférieurs à ceux qui sont habituellement pratiqués. Les personnes morales, à l'exception des partis et groupements politiques ainsi que des établissements de crédit et sociétés de financement ayant leur siège social dans un État membre de l'Union européenne ou partie à l'accord sur l'Espace économique européen, ne peuvent ni consentir des prêts aux partis et groupements politiques ni apporter leur garantie aux prêts octroyés aux partis et groupements politiques. Les emprunts sont déclarés et rendus publics.
Aucune association de financement ou aucun mandataire financier d’un parti politique ne peut recevoir, directement ou indirectement, des contributions ou aides matérielles d’un État étranger ou d’une personne morale de droit étranger.
En pratique, ces contributions des adhérents ne représentent souvent qu’une très faible part des ressources du parti et la cotisation perçue auprès des élus locaux et des parlementaires adhérents est généralement plus élevée.

## Comptes des partis
| Partis et groupements                | Cotisation des adhérents | Dettes bancaires | Aide publique |
| ------------------------------------ | ------------------------ | ---------------- | ------------- |
| Les Républicains                     | 2 758 480 €              | 54 907 873 €     | 18 657 558 €  |
| Front national                       | 1 857 394 €              | 9 399 030 €      | 5 074 684 €   |
| Union populaire républicaine         | 1 064 763 €              | 0 €              | 0 €           |
| Parti socialiste                     | 3 788 426 €              | 32 199 054 €     | 24 819 060 €  |
| Parti communiste français            | 3 997 561 €              | 793 887 €        | 2 948 398 €   |
| Lutte ouvrière                       | 1 155 712 €              | 262 €            | 0 €           |
| Mouvement démocrate                  | 229 436 €                | 181 026 €        | 0 €           |
| Debout la France                     | 187 270 €                | 0 €              | 357 362 €     |
| Europe Écologie Les Verts            | 676 847 €                | 763 386 €        | 2 803 975 €   |
| Parti de gauche                      | 632 594 €                | 1 728 342 €      | 0 €           |
| Union des démocrates et indépendants | 90 406 €                 | 1 778 €          | 0 €           |
| Les Patriotes                        | 65 720 €                 | 0 €              | 0 €           |
| Nouveau Parti anticapitaliste        | 552 993 €                | 1 886 €          | 0 €           |
| Mouvement républicain et citoyen     | 36 102 €                 | 0 €              | 0 €           |
| Résistons                            | 3 600 €                  | 0 €              | 0 €           |
| Solidarité et Progrès                | 6 220 €                  | 0 €              | 0 €           |
| La République en marche              | 0 €                      | 0 €              | 0 €           |
| La France insoumise                  | 0 €                      | 0 €              | 0 €           |
| Génération.s                         | 0 €                      | 0 €              | 0 €           |

Exemple
Pour exemple, les comptes du Parti socialiste en 2015 se présentent sous la forme suivante :
Le graphique qui aurait dû être présenté ici ne peut pas être affiché car il utilise l'ancienne extension Graph, désactivée pour des questions de sécurité. Des indications pour créer un nouveau graphique avec la nouvelle extension Chart sont disponibles ici.

Le graphique qui aurait dû être présenté ici ne peut pas être affiché car il utilise l'ancienne extension Graph, désactivée pour des questions de sécurité. Des indications pour créer un nouveau graphique avec la nouvelle extension Chart sont disponibles ici.

## Contrôle
Les partis bénéficiant du financement public ont l’obligation de tenir une comptabilité. Les comptes sont arrêtés chaque année et sont certifiés par un commissaire aux comptes (deux si les ressources du parti dépassent 230 000 €) et déposés à la Commission nationale des comptes de campagne et des financements politiques, qui assure leur publication sommaire au Journal officiel de la République française. Si la commission constate un manquement aux obligations prévues au présent article, le parti perd le financement public ou la possibilité de réduction fiscale pour les dons.

### Décrets de répartition
- Décret du 11 octobre 2018
- Décret du 19 février 2019
- Décret du 21 février 2020
- Décret du 23 février 2021
- Décret du 31 janvier 2022
- Décret du 11 juillet 2023
- Décret du 2 février 2024